# 惠特蘭 (蒙大拿州)
惠特蘭（英語：Wheatland）是位於美國蒙大拿州布羅德沃特縣的普查規定居民點。

## 人口
根據2020年美國人口普查的數據，惠特蘭的面積為193.72平方千米，當中陸地面積為192.83平方千米，而水域面積為0.89平方千米。當地共有人口1103人，而人口密度為每平方千米5.69人。